# 塔烏費克·馬克洛菲
塔烏費克·馬克洛菲（阿拉伯语：‎，1988年4月29日—），阿爾及利亞男子田徑運動員，代表國家參加2012年倫敦奧運的男子1500米比賽以3分34.08秒獲得金牌。在2016年里约奥运会上以1分42.61秒获得男子800米银牌。之后又以3分50.11秒的成绩获得里约奥运会男子1500米银牌。